# Sevlievo
Sevlievo (en bulgare : Севлиево) est une ville de l'oblast de Gabrovo, en Bulgarie. Sa population s'élevait à 17 807 habitants en 2021.

## Géographie
Sevlievo est située dans la vallée du même nom, sur la rive gauche de la rivière Rositsa (en), peu après sa jonction à Vidima.
Sevlievo se trouve à 25 km au nord-ouest de Gabrovo et à 150 km à l'est-nord-est de Sofia.

## Population
Évolution de la population,, :
| 1946  | 1956   | 1965   | 1975   | 1985   | 1992   |
| ----- | ------ | ------ | ------ | ------ | ------ |
| 9 827 | 14 381 | 20 423 | 24 429 | 26 440 | 25 494 |

| 2001   | 2005   | 2009   | 2011   | 2021   | - |
| ------ | ------ | ------ | ------ | ------ | - |
| 24 775 | 24 448 | 24 065 | 22 676 | 17 807 | - |

## Galerie

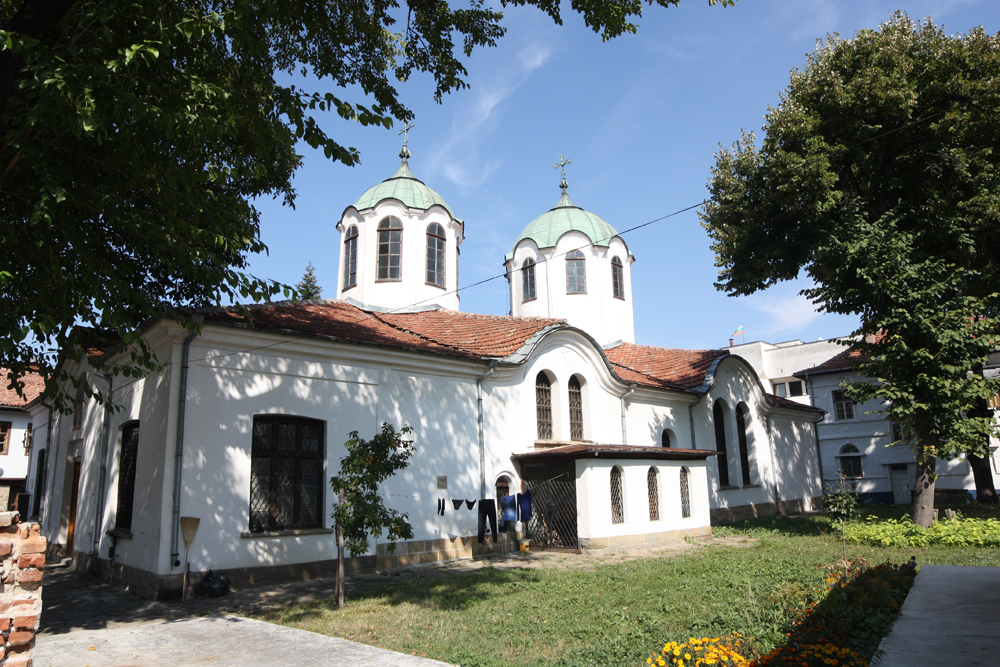
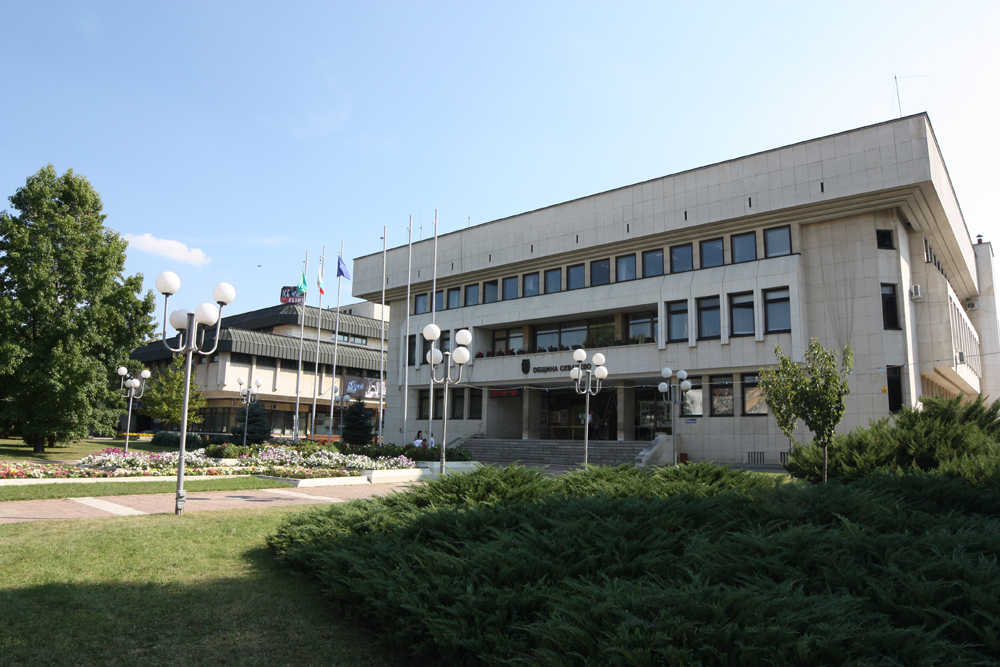
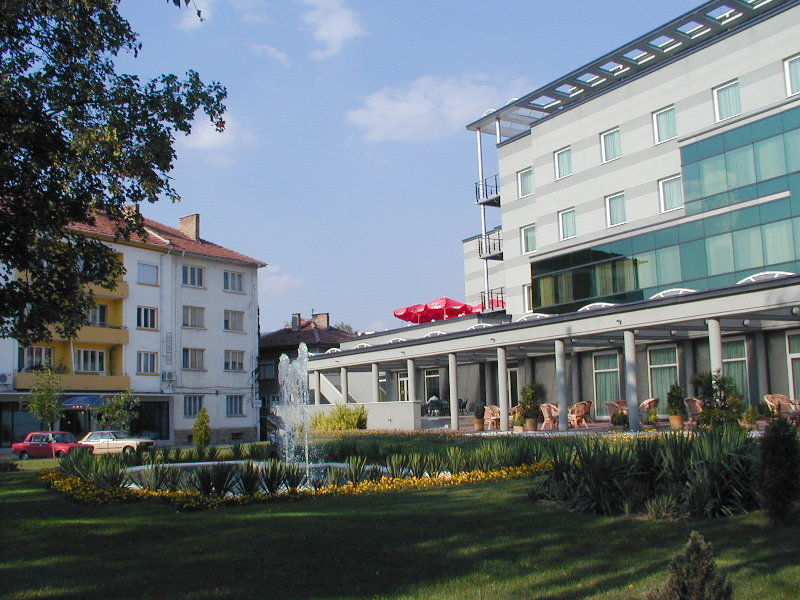

## Jumelages
- Babrouïsk (Biélorussie)
- Bienne (Suisse)
- Valašské Meziříčí (Tchéquie)
- Guevgueliya (Macédoine)
- Legionowo (Pologne)